# Violet Gibson

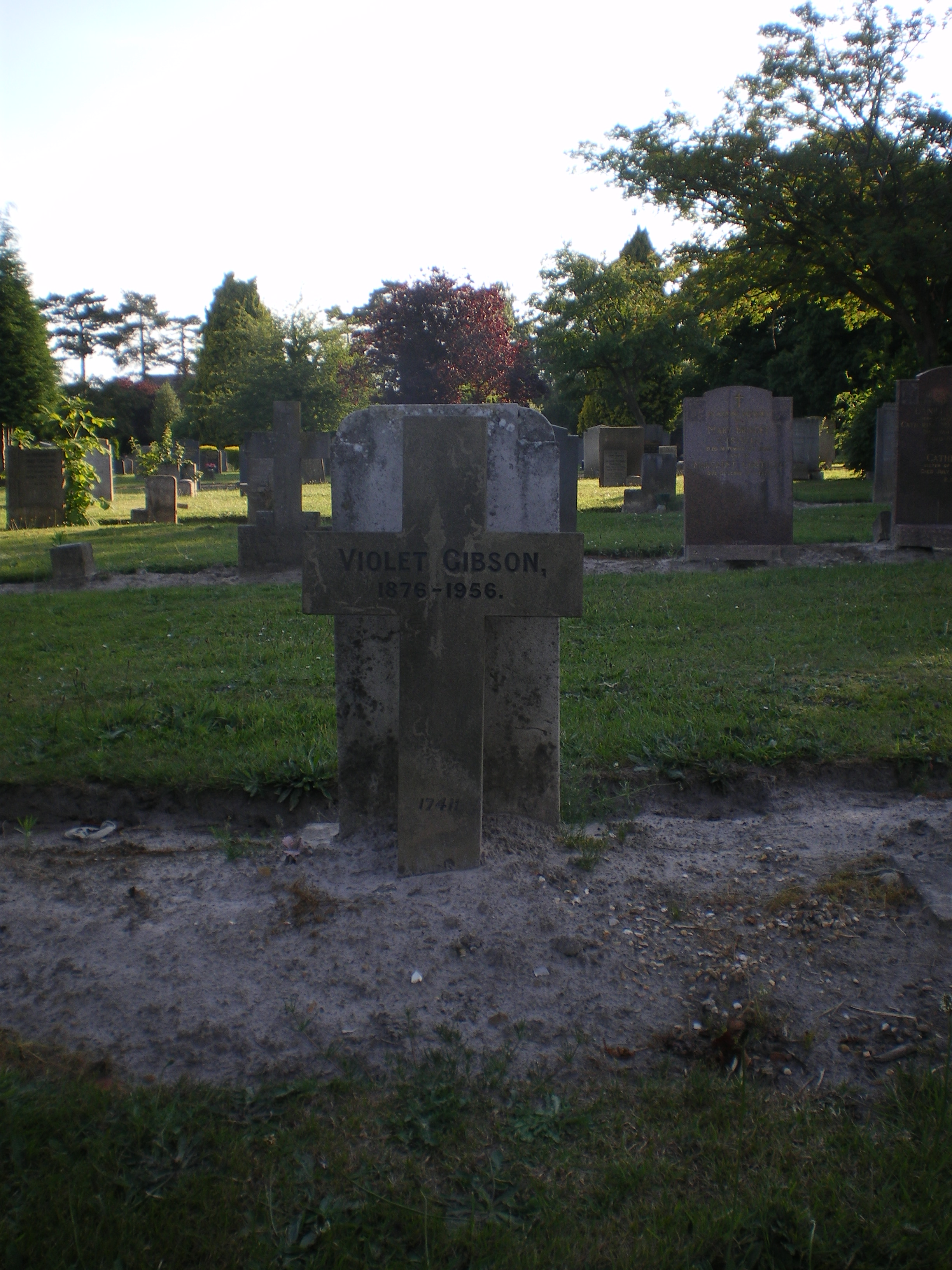
La seva tomba a Kingsthorpe, Northampton, Regne Unit.

Violet Albina Gibson (Dublín, 31 d'agost de 1876 - Northampton, 2 de maig de 1956) era la filla del lord canceller d'Irlanda, coneguda per haver intentat assassinar Benito Mussolini disparant-li a Roma l'any 1926.

## Intent d'assassinat
El 7 d'abril de 1926 Violet Gibson va atacar Mussolini, el líder feixista d'Itàlia, que esperava al seient del seu cotxe a la sortida d'una assemblea del Congrés Internacional de Cirurgians, on havia fet un discurs sobre la medicina moderna. Gibson va disparar el dictador tres cops, dos dels quals van ferir-li el nas. L'atacant va escapar de ser linxada per la massa enfurismada gràcies a la intervenció de la policia, que se l'endugué per sotmetre-la a un interrogatori. Les ferides de Mussolini no eren greus i no va haver de rebre cures intensives per prosseguir la seva desfilada cap al Capitoli.
Quan l'intent d'assassinat va tenir lloc, Violet Gibson tenia 50 anys i mai no va explicar les seves raons per voler matar Mussolini. S'ha teoritzat que Gibson, pertanyent a l'aristocràcia angloirlandesa, estaria mentalment pertorbada i que hauria actuat sense col·laboració d'altres. Va ser deportada al Regne Unit sota ordres de Mussolini sense cap tipus d'acusació. Va passar la resta de la seva vida en un hospital psiquiàtric, el Saint Andrew's Hospital a Northampton. La seva tomba es troba al Kingsthorpe Cemetery de la mateixa ciutat.

## Curiositat
La banda de rap valencià Los Chikos del Maíz l'anomena a la cançó «No Pasaran».